# アブー・ハフス・アル＝マスリー殉教旅団
アブー・ハフス・アル＝マスリー殉教旅団（アブー・ハフス・アル＝マスリーじゅんきょうりょだん、アラビア語: 
كتائب أبو حفص المصري）はアルカーイダの下部組織とされる。2003年8月の国連事務所爆破事件（イラク・バグダード、23人死亡）の犯行声明を出している。
「アブー・ハフス・アル＝マスリー」とはアルカーイダの幹部・ムハンマド・アーティフの別名で、彼に因んでいる。ちなみにアル＝マスリーは「エジプト人」という意味。